# Willem Hendrik Campagne
Willem Hendrik Campagne (Paramaribo, 24 mei 1891 – aldaar, 25 juni 1973) was een Surinaams onderwijzer en cultuurkenner. Zijn moeder was creools en zijn vader een inheems van het dorp Matta. In 1916-1917 werkte “meester Campagne” in Laarwijk (Suriname district) en van 1917 tot 1920 in het district Nickerie. Van 1920 tot aan zijn pensionering was hij hoofd van de Emmaschool in Paramaribo. Hij doceerde biologie en natuurkunde aan de avondopleiding voor onderwijzers.
Campagne was gehuwd met Christina Carolina Edam (1894-1975), dochter van Adolphina, die slavin was op de plantage Lysnari Morgenster.
Willem Campagne werkte mee aan de totstandkoming van De creolentaal van Suriname (1954) van A. Donicie CssR, een grammatica van het Sranan. Ook zat hij in het bestuur van de Historische Kring Suriname. Campagne was in 1954, samen met de latere premier Johan Adolf Pengel, oprichter van de “Stichting Algemeen Zwembad Suriname”, waaruit het zwembad Parima aan de Weidestraat in Paramaribo is voortgekomen. Voor de AVROS-radio presenteerde hij een wekelijks programma met opvoedkundige informatie. Dit programma besloot hij altijd met de mededeling “Wij zwemmen...”, waarmee hij aangaf hoe laat er in de rivier Suriname gezwommen kon worden, afhankelijk van het getij. Dit bezorgde hem de bijnaam “Wij zwemmen”.
Zijn naam is vereeuwigd toen de straat die ontstond na het dempen van de Domineekreek in Paramaribo naar hem vernoemd werd: de Willem Campagnestraat.